# بیمارستان ملی عصب‌شناسی و جراحی مغز و اعصاب
بیمارستان ملی عصب‌شناسی و جراحی مغز و اعصاب (انگلیسی: National Hospital for Neurology and Neurosurgery) یک بیمارستان بیماری‌های مغز و اعصاب در میدان کوئین لندن است. این بیمارستان زیرمجموعهٔ «اتحادیهٔ بنیاد ان‌اچ‌اس» و یکی از بیمارستان‌های کالج دانشگاهی لندن و نخستین بیمارستانی است که در انگلستان به‌طور انحصاری برای درمان بیماری‌های مغز و سیستم عصبی می‌پردازد. این بیمارستان آموزشی ارتباط نزدیکی با کالج دانشگاهی لندن (یوسی‌ال) دارد و در کنار مؤسسه نورولوژی یوسی‌ال (که در همان مکان واقع است) یکی از مراکز اصلی پژوهش‌های علوم اعصاب محسوب می‌شود.
این بیمارستان در سال ۱۸۵۹ بنیان نهاده شد و نام اولیه‌اش «بیمارستان ملی افراد دچار فلج و صرع» بود که به‌تدریج گسترش یافت تا آنکه آخرین بخش آن (بال غربی بیمارستان) در سال ۱۸۸۵ توسط ادوارد هفتم افتتاح شد. این بیمارستان به عنوان بخشی از نخستین مرکز بزرگ درمانی عمومی لندن در طول جنگ جهانی اول به‌کار گرفته شد و در سال ۱۹۲۶ نام جدیدی به خود گرفت: «بیمارستان ملی، میدان ملکه، برای تسکین و درمان بیماری‌های سیستم عصبی از جمله فلج و صرع». در سال ۱۹۳۸، یک بخش جدید به نام «بخش ماری» توسط ماری تک به این مرکز درمانی اضافه شد. در طول جنگ جهانی دوم بیمارستان به شدت توسط بمباران آلمان آسیب دید. مجدداً در سال ۱۹۴۸ نام بیمارستان تغییر کرد (بیمارستان ملی بیماری‌های عصبی) و نام فعلی آن از سال ۱۹۹۰ به‌کار رفت. این مرکز مهم درمانی از سال ۱۹۹۶ زیرمجموعهٔ «اتحادیهٔ بنیاد ان‌اچ‌اس» شد.